# Angus (Écosse)
Pour les articles homonymes, voir Angus.
L’Angus est un council area et une région de lieutenance de l’est de l’Écosse située entre Dundee et Aberdeen sur la côte de la mer du Nord.

## Historique
L'Angus a pour origine l'antique royaume Picte de Circhenn ou Cirig fondé par le mythique roi picte éponyme Cirig ou Circin.
La région est également associée avec le roi Uurdech ou Feradach Uclea dont la fille Mongfind est réputée être épouse de l’Eóganachta de Munster Conall Corc mac Lugaid et mère de Lughid et de Cairpre Cruithechan (i.e le petit Picte) ce dernier étant l’ancêtre  des Eóganachta de Magh Geirginn.
Jusqu'en 1928 le nom de cette région était Forfarshire.

## Géographie
La partie nord de la région est constituée de collines et de montagnes basses (Grampian Mountains) tandis que la partie sud-est est très légèrement vallonnée.
- Villes principales : Forfar (Chef-lieu), Arbroath, Brechin, Inverarity, Kirriemuir, Monifieth, Montrose.
- Principales ressources : agriculture, pêche sur la côte, textile.

Elle donne son nom à une race bovine de couleur noire, sans cornes, élevée pour sa viande. (Voir angus)